# Richard Sander
Richard Saúl Sander Darin (Tranqueras, Rivera, 1 de agosto de 1964) es un contador y político uruguayo, perteneciente al Partido Colorado. Ejerció como Intendente de Rivera desde noviembre de 2020 hasta febrero de 2025. 

## Biografía
Nació en 1964 en Tranqueras, departamento de Rivera, donde cursó primaria en la escuela Nº 3, secundaria en el Liceo Tranqueras y luego en el Liceo Pomoli de Rivera. Se graduó como contador público en la Universidad de la República.
Tiene cuatro hijos, Melina, Romina, Máximo y Sofía. 
Mantuvo un estudio Contable desde el año 1989, además de trabajar en el Banco Francés del año 1996 a 1997 y en MOVILCOR como Gerente Administrativo del año 1991 al 2000. También fue contador delegado del 2000 a octubre de 2002 y director general de Hacienda de la Intendencia Departamental de Rivera desde noviembre de 2002 a enero de 2010.

### Intendente de Rivera
En las elecciones departamentales y municipales de Uruguay de 2020 fue electo como Intendente del departamento de Rivera, siendo el único intendente colorado del país en este período (2020-2025).
Asumió el 26 de noviembre de 2020, en una ceremonia que se desarrolló sin público pero que con la participación del presidente Luis Lacalle Pou y de los principales referentes del Partido Colorado. En su discurso de asunción afirmó que llega a la intendencia de Rivera por segunda vez (la primera vez fue interinamente entre el 2019 y el 2020 tras la renuncia de Marne Osorio) gracias “al trabajo, al apoyo, al entusiasmo, de miles y miles de riverenses comprometidos con nuestro proyecto”.
En mayo de 2023 se dio el lanzamiento del proyecto del Polideportivo de Rivera con la intención de ser inaugurado a finales del año 2024.
En julio del año 2023, en una entrevista al medio La Mañana en la que habló sobre la situación del empleo en el departamento de Rivera, afirmó que si no se concreta una zona franca en su departamento sería responsabilidad del presidente Lacalle, por falta de definiciones políticas a pesar de múltiples reclamos realizados al gobierno nacional.
En el año 2023, junto a otros dirigentes del sector Batllistas, demostró su apoyo a la precandidatura presidencial del ministro de Turismo y exintendente de Rivera, Tabaré Viera, en las elecciones internas de 2024.
En octubre de ese año, el intendente Sander, junto al Ministro de Transporte y Obras Públicas, José Luis Falero y empresarios, realizaron una misión oficial a la ciudad de Porto Alegre en busca de nuevos inversores para el área fronteriza.
El 11 de diciembre se inauguró en Rivera el Aeropuerto Internacional de Rivera “Presidente General Óscar D. Gestido”, un aeropuerto binacional en conjunto con Brasil. Inaugurado por el presidente Luis Lacalle Pou como parte de un compromiso asumido por el gobierno nacional con el presidente de Brasil Lula da Silva cuando visitó Uruguay en enero de 2023. El intendente Richard Sander aseguró que la nueva terminal binacional “es una herramienta que dinamiza los dos lados de la frontera”.
El 10 de febrero de 2025 el intendente Richard Sander renunció a la intendencia y en su lugar asumió el arquitecto José Mazzoni Gollardía.El 25 de enero fue proclamado nuevamente candidato a la intendencia, buscando su reelección.